# Mushuc Runa Sporting Club
Maillots
Actualités
Dernière mise à jour : 18 août 2025.
Le Mushuc Runa Sporting Club est un club équatorien de football basé à Ambato.

## Histoire
Le club est fondé le 2 janvier 2003, l'équipe est créée par une coopérative d’épargne communautaire formée par des Amérindiens de la province de Tungurahua. Le nom du club vient du Quechua et signifie homme nouveau.
En 2011 le club accède à la deuxième division, après la saison 2012-2013 le club est promu pour la première fois en première division (Serie A) et y séjournera trois saisons avant d'être relégué en 2016.
En 2018, Mushuc Runa termine champion de la Serie B et accède de nouveau en Serie A, il se qualifie également pour la Copa Sudamericana 2019 en remportant les play offs de qualification. 

## Palmarès
- Championnat d'Équateur de deuxième division
  - Champion : 2018